# شبكة تليفزيون الحياة
شبكة تليفزيون الحياة هي قنوات فضائية مصرية تبث على نايل سات وهي شبكة ترفيهية، تعرض العديد من المسلسلات والبرامج الترفيهية وبرامج حوارية وتمتلك القناة مجموعة من رجال الأعمال وتمتلك القناة إستوديوهين، واحد يقع بمدينة السادس من أكتوبر، والثاني في برج التجارة العالمي المطل على نهر النيل، القاهرة، مصر ويتولى رئاسة القناة محمد سمير، أما رئيس مجلس إدارتها فهو السيد البدوي شحاتة رجل الأعمال المصري ورئيس حزب الوفد، في استطلاع للرأي أجرته جامعة «ميريلاند» الأمريكية بالتعاون مع مؤسسة زغبي للأبحاث، ومعهد بروكنجز وكارنيجي، جاءت شبكة تليفزيون الحياة في المركز الأول على المستوى المصري، والثاني على المستوى العربي بعد مجموعة قنوات إم بي سي ويذكر إن هناك منافسة قوية بين شبكة تليفزيون الحياة وإم بي سي مصر وذلك بعد ترك العديد من مذيعين الحياة المؤسسين لها لـإم بي سي مصر وكان ذلك بعد انتقال رئيس شبكة تليفزيون الحياة السابق محمد عبد المتعال لرئاسة قناة إم بي سي مصر

## بداية إنطلاق الشبكة
استمرت القناة في فترة إستعداد لمدة خمسة أشهر

### ميزانية القناة
تم توجيه ميزانية ضخمة، تصل إلى 70 مليون جنيه، يوضع ثلث الميزانية (25 مليون) في إنتاج البرامج الخاصة بالقناة و 15 مليون جنيه لشراء أفلام سينمائية جديدة، و 20 مليون لشئون القناة الهندسية و 5 ملايين جنيه للبرامج الرياضية وحدها (كبرنامج الملاعب اليوم)، بالإضافة إلى تكلفة الاستوديهات.

## قنوات شبكة تليفزيون الحياة

### القنوات الحالية
- الحياة
- الحياة مسلسلات (تغير إسمها إلى الحياة دراما منذ 2019)

### القنوات المتوقفة
- الحياة 2 (شاشة ثابتة)
- الحياة والناس (شاشة ثابتة)
- الحياة سينما
- موجة كوميدي
- الحياة الآن (شاشة ثابتة)
- الحياة سبورت
- الحياة 3

## برامج قناة الحياة

### البرامج المذاعة حالياً
- الحياة اليوم يقدمه الإعلامي محمد مصطفى شردي ولبنى عسل، وهو برنامج سياسي حواري وكان من أشهر البرامج وقت انطلاقه وإذاعته وقد استضاف البرنامج في أولى حلقاته (17 مايو 2008) النجم عادل إمام
- الدنيا بخير تقدمه لمياء فهمي عبد الحميد
- واحد من الناس يقدمه الإعلامي عمرو الليثي
- مطبخ الحياة يقدمه الشيف آية حسني
- 4 شارع شريف يقدمه الإعلامي شريف مدكور
- كورة كل يوم يقدمه الإعلامي كريم حسن شحاتة
- يوم ليك تقدمه الإعلامية سمر يسري
- لايت شو تقدمه الإعلامية آية غرياني وأميرة عدلي
- أحلى كلام على الحياة يقدمه الإعلامي أحمد فهمي (مغني)
- حواديت لميس جابر تقدمه المؤرخة و الكاتبه القديرة لميس جابر
- بالخط العريض تقديم إيمان أبو طالب
- بصراحة تقديم رانيا هاشم
- الطبعة الأولى تقديم أحمد المسلماني
- أطفال الحياة تقديم سلمى الصباحي
- مدد تقديم عبد الفتاح مصطفى
- قصة نجاح تقديم منى المراغي
- مصرية تقديم هند جاد
- أهل بلدنا تقديم مها موسى
- الحياة انتي وهي تقديم راندا فكري
- أطياف تقديم صفاء النجار
- بلدي
- مصر تغني[1]
- العباقرة

### البرامج المذاعة سابقاً
- برنامج ريهام على النار، تقدمه:ريهام عبد الغفور
- برنامج قطائف، يقدمه خالد الجندي
- برنامج الحياة سينما، تقدمه سالي شاهين
- برنامج اليخت، تقدمه سالي شاهين
- برنامج رقائق، يقدمه خالد الجندي
- برنامج الليلة مع جنا تقدمه الطفلة جنا عمرو
- برنامج 100 سؤال وهو برنامج حواري تقدمه راغدة شلهوب
- برنامج العيادة يقدمه العديد من خبراء الطب في كافة المجالات
- برنامج إنتبهوا أيها السادة وهو برنامج اجتماعي تقدمه الفنانة هالة فاخر
- برنامج نسمات الروح يقدمه الشيخ خالد الجندي وهو برنامج ديني للرد على إستفسارات المشاهدين بخصوص الأمور الدينية الإسلامية
- برنامج خلاصة الكلام يقدمه خليل جمال وممدوح الشناوي نجوم برنامج مذيع العرب
- برنامج بني آدم شو الموسم السابع يقدمه أحمد آدم
- برنامج الحياة حلوة مع رزان تقدمه رزان مغربي
- برنامج الملاعب اليوم يقدمه سيف زاهر وحازم إمام على قناة الحياة 2 وهو مختص بأخبار الرياضة
- برنامج تياترو مصر - الجيل الثاني، يقدمه بيومي فؤاد وأحمد فتحي ومحمد لطفي وهالة فاخر
- برنامج عين تقدمه شيرين سليمان وهو مختص بأخبار الفن
- برنامج بوضوح، يقدمه الإعلامي عمرو الليثي
- برنامج The Comedy - نجم الكوميديا وهو برنامج مسابقات واكتشاف مواهب كوميدية ويتكون من لجنة حكام وهم محمد هنيدي وحسن حسني وسيرين عبد النور
- برنامج أكلات وتكات يقدمه الشيف الشيف حسن
- برنامج الدين والحياة، تقدمه دعاء عامر
- برنامج صبايا يقدمه الإعلامية ريهام سعيد

## قنوات تابعة لتليفزيون الحياة

### قناة الحياة دراما

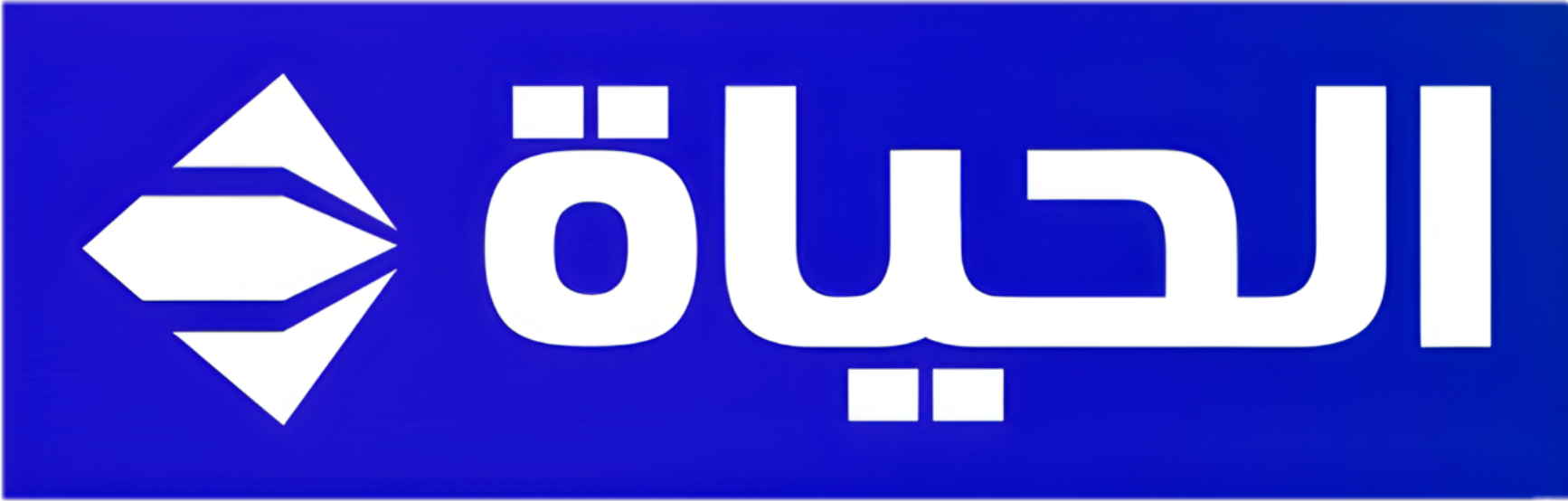
شعار قناة الحياة دراما

الحياة دراما المعروفة سابقا بإسم الحياة مسلسلات هي قناة فضائية مصرية، وهي ثاني قناة تطلقها شبكة تلفزيون الحياة بعد الحياة 1 وانطلقت في يونيو 2008، وهي قناة متخصصة في عرض المسلسلات والدراما.

### قناة الحياة 2
قناة الحياة 2 هي قناة فضائية مصرية، وهي ثالث قناة تطلقها شبكة تلفزيون الحياة بعد الحياة 1 والحياة مسلسلات وانطلقت في 15 ديسمبر 2008،. وكان من المقرر أن تكون رياضية متخصصة تغطي مباريات الدوري المصري الممتاز ولكن أضيف إليها برامج اجتماعية ومسلسلات، تم إغلاق القناة في وقت لاحق في العام 2019

#### البرامج
- الملاعب اليوم مع الكابتن أحمد شوبير.
- قلوب عامرة تقديم الداعية الإسلامية نادية عمارة.
- كلام من القلب مع الإعلامية دعاء فاروق وضيوفها.
- الحياة والناس مع الإعلامية رولا خرسا.
- حق الرد مع الإعلامي سيف زاهر.
- سفرة دايمة مع الشيف الشربيني.

كما تعيد القناة بث بعض أفلام وبرامج قناة الحياة الأولى مثل بني آدم شو مع أحمد آدم ودارك مع النجم أشرف عبد الباقي وأنا والحياة مع النجم حسين فهمي.

### قناة الحياة والناس

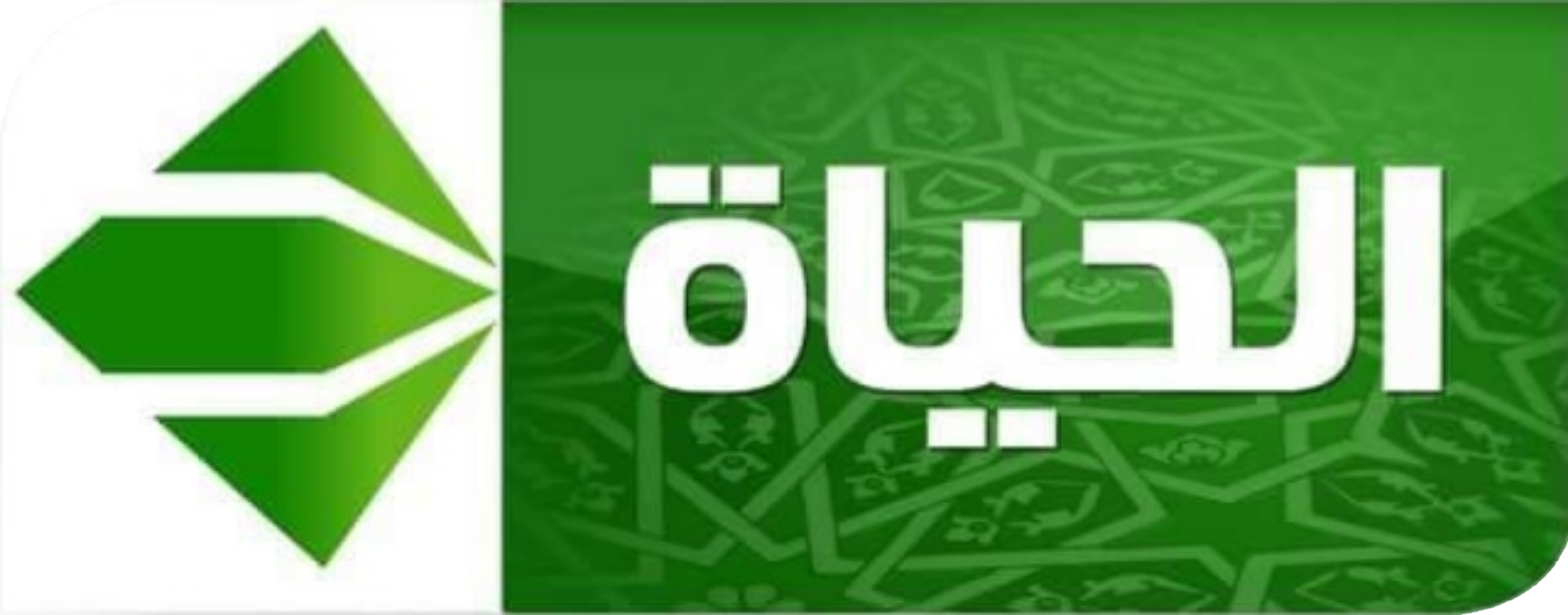
شعار الحياة والناس

قناة الحياة والناس هي قناة دينية متخصصة في إذاعة القرآن الكريم والأحاديث النبوية ونقل شعائر صلاة الجمعة والصلوات الأخرى وانطلق في رمضان 1436 هجري، تم إغلاق القناة في وقت لاحق.

### قناة الحياة سينما

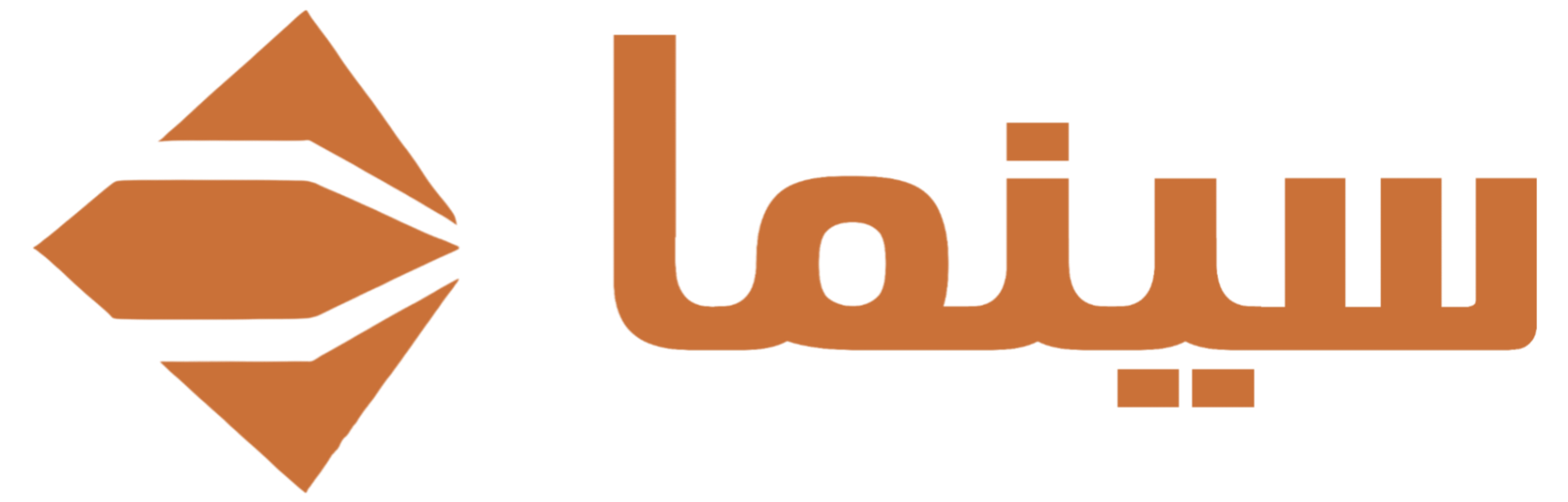
شعار الحياة سينما

قناة الحياة سينما هي قناة فضائية مصرية، وهي رابع تطلقها شبكة تلفزيون الحياة وانطلقت في أبريل 2010،. وتبث القناة مخصصة لعرض السينما والأفلام، وتم إغلاقه في 24 مارس 2015 بسبب نقص السيولة المالية.

### قناة موجة كوميدي

شعار موجة كوميدي

موجة كوميدي هي قناة فضائية مصرية، حيث أعلنت الشبكة في رمضان 1434 هجري ضمها للقناة وتغير الشعار الجديد،. وتبث القناة مخصصة لعرض الأفلام الكوميديا، تم إغلاق القناة في وقت لاحق.

### قناة الحياة 3
قناة الحياة 3 هي قناة فضائية مصرية، وهي حتى الأن قريبا.

### قناة الحياة سبورت
قناة الحياة سبورت هي قناة فضائية مصرية، وهي حتى الأن قريبا.

### قناة الحياة الآن
قناة الحياة الآن هي قناة فضائية مصرية، وهي حتى الأن قريبا.

## أحداث حدثت في بدء بث القناة
- احتفلت القناة، مع الممثل عادل إمام يوم 31 ديسمبر.[2]

## أشهر مذيعيها
- نادية عمارة مُقدمة برنامج قلوب عامرة انتقل البرنامج إلى قناة أون.
- لبنى عسل ما زالت مستمرة في العمل بتليفزيون الحياة
- فاروق جويدة ترك القناة ويعمل بـ جريدة الأهرام
- دعاء فاروق انتقلت للعمل بقناة النهار
- نهاوند سري انتقلت للعمل بقناة الأهلي
- أشرف عبد الباقي انتقل للعمل بقناة mbc مصر
- صابرين تركت تليفزيون الحياة ولا تعمل بشيء الآن
- معتز الدمرداش انتقل للعمل بقناة mbc مصر ثم أعلن عن تركها له لانتهاء التعاقد
- نوران سلام انتقلت للعمل بقناة bbc عربي
- عمرو عبد الحميد إنتقل للعمل بقناة أون وسكاي نيوز عربية
- نيشان انتقل للعمل بقناة mbc 1
- جورج قرداحي انتقل وعاد للعمل بقناة mbc 1 بعد غياب 9 سنوات

## أفلام وأحداث حصرية
- قناة الحياة حرصت على شراء حق عرض العديد من الأفلام والمسلسلات الجديدة حصريا وقد وقعت اتفاقات شراء أفلام :

جعلتني مجرما، عندليب الدقي، خيانة مشروعة، مطب صناعي، قصة الحي الشعبي
- وقد تم توقيع عقد بين قناة الحياة والشركة العالمية المنتجة لسلسلة البرامج المعروفة بعنوان fear factor وقام بعض الفنانين بالاشتراك والدعاية لهذا البرنامج مثل نيكول سابا وحمادة هلال وسامح حسين ورزان ورامز جلال وتقدم البرنامج المذيعه سالى شاهين وتم قبول هؤلاء المشتركين وهم 14 متسابقاً